# جولييت بيتر
جولييت بيتر (بالإنجليزية: Juliet Peter)‏ هي صانعة الفخار نيوزيلندية، ولدت في 18 سبتمبر 1915 في Anama, New Zealand ‏ في نيوزيلندا، وتوفيت في 12 يناير 2010 في ويلينغتون في نيوزيلندا.